# Бакингемский университет
Бакингемский университет (англ. The University of Buckingham, Великобритания) — частный университет в Бакингеме, Бакингемшир. Учреждён в 1976 году (королевская хартия с 1983 года). Единственный частный университет Великобритании и независимый от прямой государственной поддержки. В 1993—1998 годах канцлером университета была Маргарет Тэтчер.
Оба основных корпуса университета расположены в Бакингеме. Кроме того, есть отделение в Лондоне, на базе Европейской школы экономики. Верхний кампус выделен для изучения права и наук, кампус на стороне (в центре города) в основном предназначен для обучения бизнесу, социальным наукам, гуманитарным наукам и педагогике. Кроме того часть обучения проходит в Лондоне, в Grosvenor Place, на базе Европейской школы экономики — одного из партнёров университета. Среди его видных учёных есть философ Roger Scruton, педагог-теоретик Alan Smithers, бывший главный инспектор школы Chris Woodhead, специалист-онколог Karol Sikora и Anthony Glees, эксперт в разведке Великобритании.

## Международные связи
У университета есть тесные связи с коллегами за рубежом, включая Школу науки и технологии в Сараево, независимый колледж в Боснии. В университете также создана медицинская школа послевузовского образования под руководством профессора Karol Sikora.